# آبگرم طبیعی لیقوان
آبگرم طبیعی و معدنی لیقوان در قسمت شمال شرقی کوه سهند و در فاصله ۱۰ کیلومتری از این روستا به سمت رشته کوه‌های سهند واقع شده‌است.
این چشمه که عامل اصلی به وجود آمدن آن آتشفشان سهند است از لابلای سنگ‌های آذرین آتشفشان خاموش سهند بیرون می‌آید.
آبگرم لیقوان در دوران حکومت قاجار متعلق به نایب السلطنه قاجار، عباس میرزا بود و بنای اصلی آبگرم که در همان دوران ساخته شده‌است هنوز پابرجاست.
طی سال‌های اخیر علاوه بر بازسازی بنا و استخر اصلی آبگرم، بناهای دیگری از قبیل خدمات بهداشتی، پارکینگ خودرو و محل اسکان مسافران نیز توسط مردم لیقوان ساخته شده‌است.
جاده منتهی به آبگرم دارای زیرساخت بوده و مسافرت با خودرو امکانپذیر است.
آبگرم طبیعی لیقوان مالکیت خاص ندارد و هزینه‌ای بابت استفاده از امکانات و خدمات این مجموعه اخذ نمی‌شود.